# گمینا گرابیتسا
گمینا گرابیتسا (به لهستانی:  Gmina Grabica) یک گمینا در لهستان است که در شهرستان پیوترکوف واقع شده‌است. گمینا گرابیتسا ۱۲۷٫۲۴ کیلومتر مربع مساحت و ۶٬۰۸۷ نفر جمعیت دارد.